# Marcial
Marcial ist, als spanische Form des französischen Namens Martial, ein Familienname und ein männlicher Vorname.

## Namensträger

### Familienname
- Ana Marcial (* 1953), puerto-ricanische Schwimmerin
- Eumir Marcial (* 1995), philippinischer Boxer

### Vorname
- Marcial del Adalid y Gurréa (1826–1881), spanischer Komponist
- Marcial Maciel Degollado (1920–2008), mexikanischer Priester und Gründer der Legion of Christ
- Marcial Humberto Guzmán Saballos (* 1965), nicaraguanischer Geistlicher, Bischof von Juigalpa
- Marcial Mendoza (* 1967), mexikanischer Fußballspieler
- Marcial Ortiz (1910–2007), mexikanischer Fußballspieler
- Marcial Pina (* 1946), spanischer Fußballspieler
- Marcial Simões de Freitas e Costa (1891–1944), portugiesischer Eisenbahningenieur und Architekt